# Чюре, Ознур
Ознур Чюре Гирди (тур. Öznur Cüre Girdi; род. 1 октября 1997, Кягытхане, Стамбул) ― турецкая паралимпийская лучница, выступающая в соревнованиях среди женщин в категории W2 в стрельбе из блочного лука. Она является чемпионкой Паралимпийских игр, мира и Европы, а также обладательницей мировых рекордов.

## Спортивная карьера
Во время реабилитации от паралича в больницах вдали от дома, Чюре начала заниматься сидячим волейболом. Однако она не продолжила этот вид спорта. После завершения реабилитации она вернулась в Стамбул и начала свою спортивную карьеру в пара-стрельбе в 2019 году, когда встретила пара-лучника Бахаттина Хекимоğlu, который пригласил её присоединиться к спортивному клубу «Окджулук Вакфы».
Она имеет рост 1,65 м (5 футов 5 дюймов) и вес 78 кг (172 фунта). Она соревнуется в классе W2 по стрельбе из блочного лука для инвалидов-колясочников. Её тренируют Эланур Каракоч и Хасан Басри Ханцы.

### 2020
Чюре заняла четвёртое место в соревнованиях по стрельбе из блочного лука в категории Женщины Открытого индивидуального турнира и в смешанной команде с партнёром Муратом Тураном на 6-м турнире мирового рейтинга по пара-стрельбе в Дубае, Объединённые Арабские Эмираты.
Она также участвовала в квалификационном турнире 2020 года в Новом-Месте-над-Метую, Чехия, и квалифицировалась на Паралимпийские игры 2020 года в Токио.

### 2021
На 7-м турнире мирового рейтинга по пара-стрельбе в Дубае, Объединённые Арабские Эмираты, она заняла пятое место в категории Женщины Открытого индивидуального турнира и четвёртое место в смешанной команде с Муратом Тураном.
Она представляла Турцию на перенесённых летних Паралимпийских играх 2020 года в соревнованиях по стрельбе из блочного лука в индивидуальном и смешанном командном зачетах. На летних Паралимпийских играх 2020 года она завоевала серебряную медаль в смешанной команде с партнёром Бюлентом Коркмазом.

### 2022
Она и её партнёрша Севги Ёрулмаз установили новый мировой рекорд, набрав 1 344 очка в соревнованиях по стрельбе из блочного лука в категории Женщины Открытые Двойки на квалификационном раунде чемпионата мира по пара-стрельбе 2022 года в Дубае, Объединённые Арабские Эмираты, и завоевали золотую медаль в финале.

### 2023
Она завоевала титул чемпионки мира в соревнованиях по стрельбе из блочного лука в категории Женщины Открытые на чемпионате мира по пара-стрельбе 2023 года в Пльзене, Чехия.

### 2024
Чюре установила новый мировой рекорд, набрав 704 очка на квалификационном раунде соревнований по стрельбе из блочного лука в категории Женщины Открытые индивидуально на летних Паралимпийских играх 2024 года в Париже, Франция, и квалифицировалась в этапы плей-офф, заняв первое место. Она завоевала золотую медаль в индивидуальном турнире среди женщин на Паралимпийских играх 2024 года в Париже, одолев иранскую спортсменку Фатему Хеммати.

## Личная жизнь
Ознур Чюре родилась в районе Кягытхане в Стамбуле, Турция, 1 октября 1997 года. У неё есть две старшие сестры и младший брат . В 2014 году, возвращаясь из Орду в Стамбул, её отец Касым Чюре стал виновником ДТП из-за переворота автомобиля. В результате аварии её мать была парализована от шеи вниз, а она сама — от талии вниз. Она проходила реабилитацию в Болу, а затем в Дюздже.
Она училась в Стамбульском университете Айдын, изучая спортивное управление на факультете спортивных наук. В феврале 2023 года она вышла замуж за Фатиха Гирди из Зонгулдака и добавила фамилию мужа к своей фамилии. Пара живёт в Стамбуле.